# Tarif douanier de l'Empire allemand de 1879

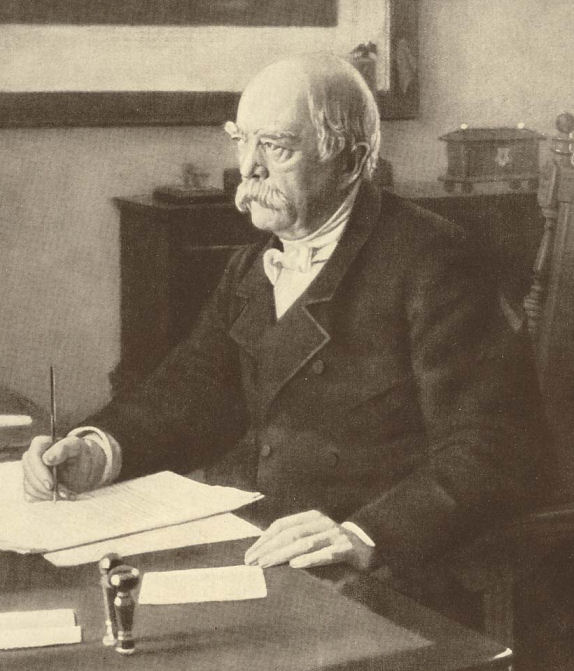
Otto von Bismarck

Le tarif douanier de l'Empire Allemand de 1879 (Schutzzollpolitik en allemand), parfois désigné par tarif Bismarck est une loi votée le 15 juillet 1879 instaurant des droits de douane élevés dans l'Empire allemand. Cette politique protectionniste marque un tournant dans la politique économique allemande et a été voulue par le chancelier impérial d'alors : Otto von Bismarck.
La politique était auparavant au libre-échange et ce changement vient en réaction à la Grande dépression de 1873 et vise à limiter les importations industrielles en provenance de Grande-Bretagne et céréalières provenant à la fois de Russie et des États-Unis. 

## Contexte
La période suivant la victoire de l'Allemagne sur la France et l'unification allemande est une période de fort développement industriel. La constitution de la Confédération de l'Allemagne du Nord et la création d'un tribunal de commerce à Leipzig avec sa politique libérale avaient déjà harmonisé la politique douanière et accéléré le processus d'industrialisation. La formation de l'Empire allemand associée à l'encaissement par ce dernier de 5 milliards de franc-or en dommages de guerre permirent une forte croissance à la fois au niveau de la demande et des investissements. Cet argent permet également de financer le budget impérial sans avoir à demander de l'aide des États fédérés.
L'excès de capacité de production ainsi que l'endettement général trop important conduisirent à la Grande dépression de 1873 amenant son lot de faillites, chômage et déflation. Les lobbies qu'étaient alors l'« association des industriels de l'acier et du fer allemands » (Verein Deutscher Eisen- und Stahlindustrieller) et la « fédération des industriels allemands » (Centralverband deutscher Industrieller) firent alors pression pour la mise en place de mesure de protectionnisme afin de protéger l'industrie. Ils trouvaient du soutien dans l'opinion publique et dans les rangs des conservateurs.
Par ailleurs, les producteurs céréaliers et les junkers situés à l'est de l'Elbe avaient à faire face à la concurrence venant de Russie et des États-Unis. Les céréales étant abondantes, il n'y avait a priori pas de raison de craindre les importations, pourtant la production locale ne permettait plus à l'époque de nourrir l'ensemble de la population allemande. La décision a donc été prise d'introduire des barrières douanières, en contradiction avec les principes du libre-échange, afin de stimuler la production locale.
Un autre point est que les dépenses impériales ont beaucoup augmenté depuis l'unification, une augmentation des taxes de douane doit permettre de les financer.

## La loi
Bismarck réussit à faire passer cette loi mettant en place des barrières douanières sur les céréales, le bois, l'acier et le bétail grâce au soutien des conservateurs et du Zentrum. La loi prévoit également de taxer les importations de produits de luxe comme le tabac, le café ou le thé. Cela permit également de créer des recettes directes pour l'Empire allemand et de le rendre ainsi moins dépendant des décisions du Reichstag pour son financement.
Cependant le parti du Zentrum empêcha partiellement la réalisation de ce dernier objectif en introduisant la clause Franckenstein (de), qui oblige au partage des recettes entre le Reich et les États fédérés le composant.

## Conséquences
Cette loi marqua définitivement la fin de l'alliance politique entre Bismarck et le parti national-libéral qui, sorti affaibli des dernières élections législatives de 1878, se scinda peu de temps après. L'aile droite du parti n'arrivait plus à cohabiter avec l'aile gauche, renommée « Union libérale » fermement opposée au chancelier dans son tournant politique vers le conservatisme. L'Empire allemand restait par contre dépendant pour son financement des États fédérés ce qui irritait Bismarck. Il a d'ailleurs déclaré vouloir rendre le Riechstag plus soumis à son pouvoir, ou du moins changer le système électoral dans ce but.
Sur le long terme, cette politique a aidé au développement de l'économie allemande. Toutefois, elle eut pour conséquence immédiate une hausse des prix sans compensation salariale. Le pouvoir d'achat ne monta de nouveau et progressivement qu'à partir de 1883. L'émigration diminuant dans le même temps.
L'industrie allemande devint également de plus en plus dépendante de ses exportations à cause de la faiblesse de son marché intérieur. Cela limitait la marge de manœuvre politique en matière de commerce.